# Dream Zone
Dream Zone — приключенческая видеоигра, разработанная JAM Software и изданная Baudville. Игра была выпущена в 1987 году для Apple II, а затем портирована на MS-DOS, Amiga и Atari ST.

## Сюжет
Игрок попадает в ловушку своего собственного сна, благодаря эликсиру учёного, и должен сбежать из странного мира своего собственного воображения, чтобы снова достичь реальности. Сон полон кошмарных существ и содержит магию, воздушные корабли, плавучий замок и причиняющую беспокойство бюрократию.

## Критика
Compute! заявили, что игра «действительно передает ощущение, похожее на сон». Журнал похвалил сатиру и графику версии Apple II и заявил, что «трудно поверить, что программа была написана двумя старшеклассниками». Более позднее Compute! похвалили графику, сюжет и интерфейс. Игра была рассмотрена в 1988 году в журнале Dragon #134 Хартли, Патрисией и Кирком Лессером в колонке «Роль компьютеров». Критики дали игре оценку 5 из 5 звёзд.
Игра разошлась тиражом более 10 000 копий, разработчики заработали около 15 000 долларов.